# Kåre Svanfeldt
Kåre Knutsson Svanfeldt, född 12 juli 1922 i Sankt Matteus församling i Stockholms stad, död 21 april 2011 i Sollentuna församling i Stockholms län, var en svensk militär.
Svanfeldt tog officersexamen vid Kungliga Krigsskolan 1944 och blev samma år fänrik vid Svea ingenjörkår. Han studerade Högre kursen vid Artilleri- och ingenjörhögskolan 1949–1951 och blev kapten vid Svea ingenjörkår 1953. Åren 1956–1960 tjänstgjorde han vid Försvarsstaben. År 1962 befordrades han till major och var chef för Ingenjörtruppernas kadett- och aspirantskola 1962–1964, varpå han 1964 studerade vid Försvarshögskolan. Han var detaljchef vid Samordningsavdelningen i Försvarsdepartementet 1964–1969, befordrad till överstelöjtnant 1965. Han befordrades 1969 till överste och var chef för Svea ingenjörregemente 1969–1975. År 1975 befordrades han till överste av första graden, varpå han 1975–1982 var ingenjör- och signalinspektör (chef för Arméns lednings- och sambandscentrum.
Han var ordförande i fastighetsnämnden i Sollentuna kommun 1983–1985, ordförande i Sollentuna civilförsvarsförening 1986–1999 och nämndeman i Sollentuna tingsrätt 1986–1994.
Svanfeldt invaldes 1977 som ledamot av Kungliga Krigsvetenskapsakademien. Han blev riddare av Svärdsorden 1963 och kommendör av samma orden 1973.